# Viện Hàn lâm Khoa học Albania
Viện hàn lâm Khoa học Albania (tiếng Albania: Akademia e Shkencave e Shqiperise, tiếng Anh: Academy of Sciences of Albania), là viện khoa học quan trọng hàng đầu của Albania. Viện này gồm những nhà khoa học Albania lỗi lạc nhất, làm việc trong các trung tâm nghiên cứu cùng các cơ quan khác trong nước cũng như ở nước ngoài.
Viện được thành lập năm 1972. Viện hàn lâm Khoa học Albania có 28 viện sĩ, 11 viện sĩ thông tấn, và 26 viện sĩ danh dự
Viện là thành viên quốc gia của Hội đồng Khoa học Quốc tế (ISC) , và của Hội đồng Quốc tế về Khoa học (ICSU) trước đây.

## Tổ chức
Viện gồm có 2 ban:
- Khoa học xã hội
- Khoa học tự nhiên và Khoa học kỹ thuật

Viện cũng có các đơn vị sau:
- Dự án phát triển Công nghệ và canh tân,
- Phân ban quan hệ đối ngoại và quan hệ với quần chúng,
- Nhà xuất bản,
- Thư viện[5]. Thư viện của Viện hàn lâm Khoa học Albania là thư viện nghiên cứu lớn nhất nước. Được thành lập năm 1975, ban đầu chỉ có 10.000 đầu sách, đến năm 2008, thư viện có 8.120.000 đầu sách.[6]